# Sinagoga Abraham Avinu
La Sinagoga Abraham Avinu fue construida por Hakham Malkiel Ashkenazi en el barrio judío de Hebrón en 1540. La estructura abovedada representa el centro físico del barrio judío de Hebrón, y se convirtió en el centro espiritual de la comunidad judía y de un centro importante para el estudio de la Cábala. Fue restaurado en 1738 y ampliada en 1864.
Jordania tomó el control de la zona en 1948, y después de este tiempo un mercado mayorista, un vertedero de basura y aseo público se colocaron en el sitio de la Judería. Un corral de cabras y asnos se colocó sobre las ruinas de la Sinagoga.
Cuando Israel ocupó Cisjordania después de la Guerra de los Seis Días en 1967, el retorno gradual de los judíos se produjo en el barrio judío de Hebrón. En 1976, el gobierno israelí ordenó la evacuación de los animales, permitiendo que los restos de la sinagoga fuesen redescubiertos, y la sinagoga fue reconstruida.